# سمندر گرگانی
سمندر گرگانی یا سمندر غارزی گرگانی (نام علمی: Paradactylodon persicus) نام یک گونه از خانواده سمندرهای آسیایی است.